# Lobelia rhynchopetalum
Lobelia rhynchopetalum Hemsl., 1877 è una pianta appartenente alla famiglia delle Campanulacee, endemica dell'Etiopia.

## Descrizione
L. rhynchopetalum è una specie erbacea con fusto alto sino a 2 m, all'apice del quale sviluppa una rosetta di foglie lanceolate, di consistenza carnosa. È una specie monocarpica, cioè che fiorisce una sola volta nel corso della sua vita: produce una lunga infiorescenza claviforme alta sino a 3 m, e dopo aver liberato migliaia di piccoli semi alati, che vengono dispersi dal vento, muore.

## Distribuzione e habitat
La specie è diffusa nelle zone afroalpine delle province etiopiche di Gondar, Gojam, Shewa, Arsi, Bale e Harerge, ad altitudini comprese tra 2.700 e 4.500 m.